# Sebastião Leal
Sebastião Leal är en kommun i Brasilien.   Den ligger i delstaten Piauí, i den östra delen av landet, 1 000 km norr om huvudstaden Brasília. Antalet invånare är 4 116.
Omgivningarna runt Sebastião Leal är huvudsakligen savann. Runt Sebastião Leal är det mycket glesbefolkat, med 2 invånare per kvadratkilometer.